# Gosei 1987
Il Gosei 1987 è stata la dodicesima edizione del torneo goistico giapponese Gosei. 

## Svolgimento
- W indica vittoria col bianco
- B indica vittoria col nero
- X indica la sconfitta
- +R indica che la partita si è conclusa per abbandono
- +N indica lo scarto dei punti a fine partita
- +F indica la vittoria per forfeit
- +T indica la vittoria per timeout
- +? indica una vittoria con scarto sconosciuto
- V indica una vittoria in cui non si conosce scarto e colore del giocatore

### Fase preliminare
La fase preliminare serve a determinare chi accede al torneo per la selezione dello sfidante. Consiste in un torneo preliminare, i cui vincitori sono qualificati al torneo per la determinazione dello sfidante.

### Determinazione dello sfidante
|  | Primo turno        | Primo turno |  |  | Secondo turno     | Secondo turno |                   |                  | Terzo turno | Terzo turno |  |  | Semifinale | Semifinale |  |  | Finale | Finale |
|  |                    |             |  |  |                   |               |                   |                  |             |             |  |  |            |            |  |  |        |        |
|  | Yoshitaka Ushikubo |             |  |  |                   |               |                   |                  |             |             |  |  |            |            |  |  |        |        |
|  | Norio Kudo         | W+R         |  |  | Norio Kudo        |               |                   |                  |             |             |  |  |            |            |  |  |        |        |
|  | Tadahiko Chino     |             |  |  | Satoshi Kataoka   | B+R           |                   |                  |             |             |  |  |            |            |  |  |        |        |
|  | Satoshi Kataoka    | W+R         |  |  |                   |               |                   | Satoshi Kataoka  |             |             |  |  |            |            |  |  |        |        |
|  |                    |             |  |  | Eio Sakata        | B+0,5         |                   |                  |             |             |  |  |            |            |  |  |        |        |
|  |                    |             |  |  | Hideo Otake       |               |                   |                  |             |             |  |  |            |            |  |  |        |        |
|  | Yasuo Koyama       |             |  |  | Eio Sakata        | B+R           |                   |                  |             |             |  |  |            |            |  |  |        |        |
|  | Eio Sakata         | W+9,5       |  |  |                   |               |                   | Eio Sakata       |             |             |  |  |            |            |  |  |        |        |
|  | Yoshio Ishida      |             |  |  | Kōichi Kobayashi  | B+R           |                   |                  |             |             |  |  |            |            |  |  |        |        |
|  | Takahiro Endo      | W+2,5       |  |  | Takahiro Endo     |               |                   |                  |             |             |  |  |            |            |  |  |        |        |
|  | Ō Rissei           |             |  |  | Shuzo Awaji       | B+R           |                   |                  |             |             |  |  |            |            |  |  |        |        |
|  | Shuzo Awaji        | B+R         |  |  |                   |               | Shuzo Awaji       |                  |             |             |  |  |            |            |  |  |        |        |
|  | Toshio Kori        |             |  |  | Kōichi Kobayashi  | W+5,5         |                   |                  |             |             |  |  |            |            |  |  |        |        |
|  | Kunihisa Honda     | W+6,5       |  |  | Kunihisa Honda    |               |                   |                  |             |             |  |  |            |            |  |  |        |        |
|  | Isamu Haruyama     |             |  |  | Kōichi Kobayashi  | B+0,5         |                   |                  |             |             |  |  |            |            |  |  |        |        |
|  | Kōichi Kobayashi   | W+3,5       |  |  |                   |               |                   | Kōichi Kobayashi |             |             |  |  |            |            |  |  |        |        |
|  | Akio Shimohira     |             |  |  | Masao Katō        | B+R           |                   |                  |             |             |  |  |            |            |  |  |        |        |
|  | Masaki Takemiya    | W+R         |  |  | Masaki Takemiya   |               |                   |                  |             |             |  |  |            |            |  |  |        |        |
|  |                    |             |  |  | Yuichi Sonoda     | W+0,5         |                   |                  |             |             |  |  |            |            |  |  |        |        |
|  |                    |             |  |  |                   |               | Yuichi Sonoda     |                  |             |             |  |  |            |            |  |  |        |        |
|  | Michael Redmond    |             |  |  | Hiroshi Yamashiro | W+R           |                   |                  |             |             |  |  |            |            |  |  |        |        |
|  | Tatsuaki Iwata     | B+R         |  |  | Tatsuaki Iwata    |               |                   |                  |             |             |  |  |            |            |  |  |        |        |
|  | Kaname Inoue       |             |  |  | Hiroshi Yamashiro | B+1,5         |                   |                  |             |             |  |  |            |            |  |  |        |        |
|  | Hiroshi Yamashiro  | B+R         |  |  |                   |               | Hiroshi Yamashiro |                  |             |             |  |  |            |            |  |  |        |        |
|  | Shoichi Takagi     |             |  |  | Masao Katō        | B+R           |                   |                  |             |             |  |  |            |            |  |  |        |        |
|  | Masaki Ogata       | W+R         |  |  | Masaki Ogata      |               |                   |                  |             |             |  |  |            |            |  |  |        |        |
|  | Naoki Miyamoto     |             |  |  | Akira Ishida      | W+R           |                   |                  |             |             |  |  |            |            |  |  |        |        |
|  | Akira Ishida       | W+1,5       |  |  |                   |               | Akira Ishida      |                  |             |             |  |  |            |            |  |  |        |        |
|  | Kiyoshi Kosugi     |             |  |  | Masao Katō        | W+0,5         |                   |                  |             |             |  |  |            |            |  |  |        |        |
|  | Toshio Sekiyama    | B+R         |  |  | Toshio Sekiyama   |               |                   |                  |             |             |  |  |            |            |  |  |        |        |
|  | Akinobu Tozawa     |             |  |  | Masao Katō        | B+1,5         |                   |                  |             |             |  |  |            |            |  |  |        |        |
|  | Masao Katō         | W+R         |  |  |                   |               |                   |                  |             |             |  |  |            |            |  |  |        |        |

### Finale
La finale è una sfida al meglio delle cinque partite, il detentore Cho Chikun ha affrontato lo sfidante scelto tramite il processo di qualificazione.